# Entalophora
Entalophora is een geslacht van mosdiertjes uit de familie van de Entalophoridae en de orde Cyclostomatida. De wetenschappelijke naam ervan werd in 1918 voor het eerst geldig gepubliceerd door Canu.

## Soorten
- Entalophora arcuata Canu & Bassler, 1929
- Entalophora clavata d'Orbigny, 1850  †
- Entalophora guangdongensis Yang & Lu, 1981
- Entalophora idmoneoides Calvet, 1903
- Entalophora proboscina (Manzoni, 1878)  †
- Entalophora symmetrica Osburn, 1953
- Entalophora unifasciata (Canu & Bassler, 1929)

- Entalophora africana (d'Orbigny, 1853) (taxon inquirendum)
- Entalophora conferta Ortmann, 1890 (taxon inquirendum)
- Entalophora crassa Ortmann, 1890 (taxon inquirendum)
- Entalophora fragilis (Haswell, 1880) (taxon inquirendum)
- Entalophora ganiveti Calvet, 1911 (taxon inquirendum)
- Entalophora minor Lu, Nie & Zhong, 1988 (taxon inquirendum)
- Entalophora rariporosa Yang & Lu, 1981 (taxon inquirendum)
- Entalophora reticulata Calvet, 1906 (taxon inquirendum)
- Entalophora translucida Calvet, 1906 (taxon inquirendum)

Niet geaccepteerde soorten:
- Entalophora australis (Busk, 1852) → Annectocyma australis (Busk, 1852)
- Entalophora buskii Borg, 1944 → Mecynoecia buskii (Borg, 1944)
- Entalophora delicatula (Busk, 1875) → Mecynoecia delicatula (Busk, 1875)
- Entalophora elegans Norman, 1909 → Entalophoroecia elegans (Norman, 1909)
- Entalophora harmeri Osburn, 1933 → Entalophoroecia harmeri (Osburn, 1933)
- Entalophora intricaria (Busk, 1875) → Diaperoecia intricaria (Busk, 1875)
- Entalophora major Canu & Bassler, 1929 → Pustulopora parasitica (Busk, 1875)
- Entalophora proboscidea (M. Edwards, 1838) → Mecynoecia proboscidea (Milne Edwards, 1838)
- Entalophora rogickiana Androsova, 1968 → Entalophoroecia rogickiana (Androsova, 1968)
- Entalophora subverticillata Calvet, 1906 → Entalophoroecia elegans (Norman, 1909)
- Entalophora vancouverensis O'Donoghue & O'Donoghue, 1923 → Diaperoecia vancouverensis (O'Donoghue & O'Donoghue, 1923)